# Pallastunturi

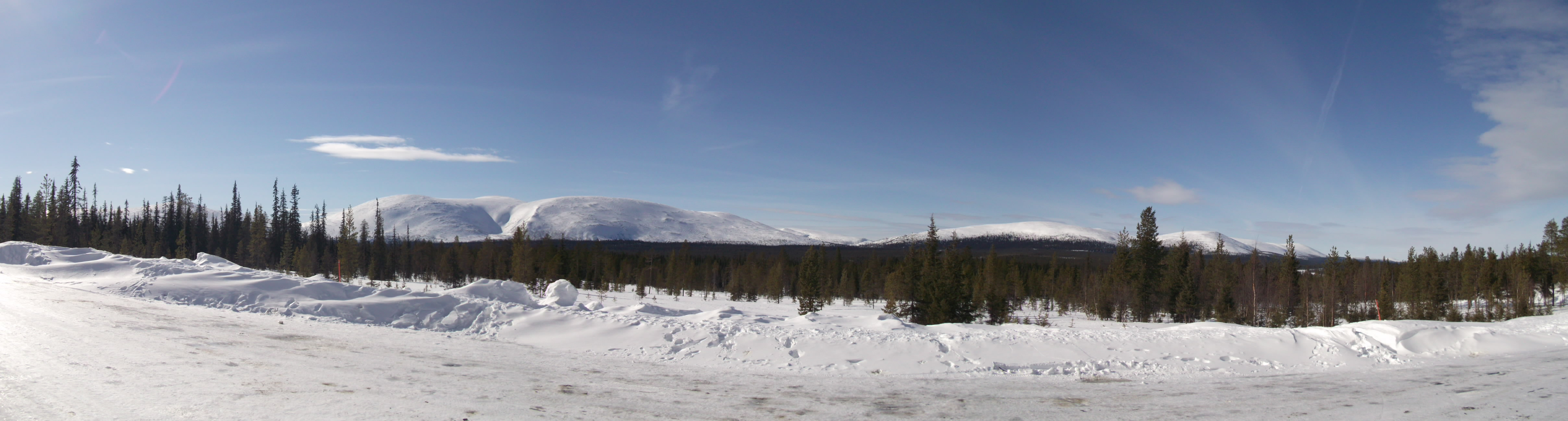
Pallas ab NE Frühjahr 2017.

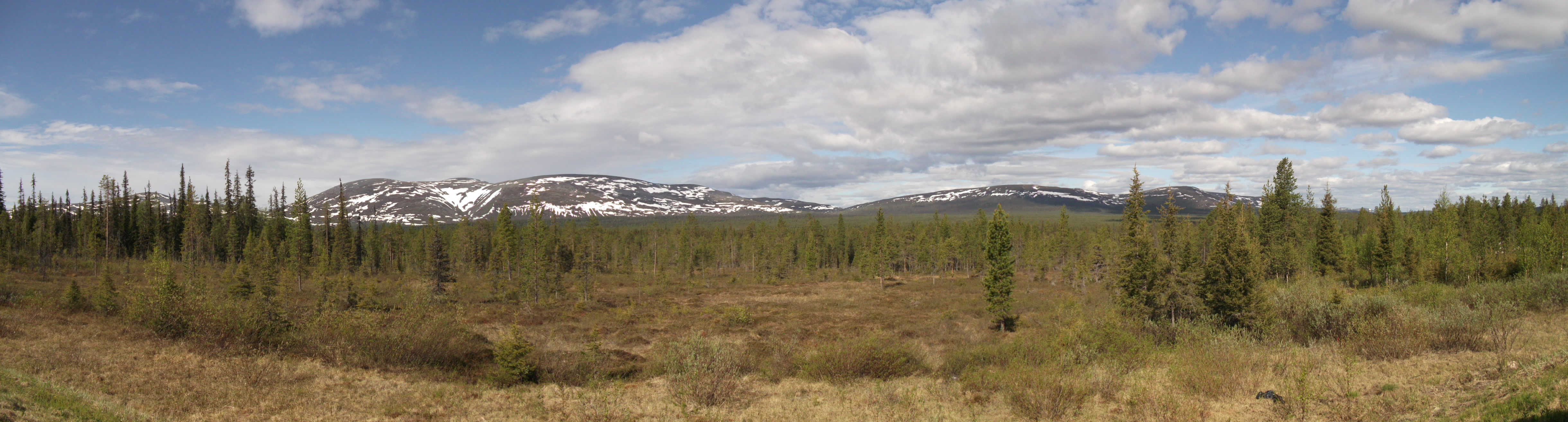
Pallas ab NE Frühsommer 2017.

Der Pallastunturi ist ein Höhenzug im finnischen Teil Lapplands. 
Er besteht aus den sieben Fjells Taivaskero (809 m), Laukukero (785 m), Pyhäkero (775 m), Lehmäkero (745 m), Palkaskero (705 m), Orotuskero (685 m), und Pallaskero (646 m). Gemessen an seiner Schartenhöhe ist der Taivaskero mit gut 500 m Prominenz gegenüber dem umgebenden Flachland der höchste Berg Finnlands, an absoluter Höhe wird er aber vom Haltitunturi (1324 m) im äußersten Nordwesten Finnlands weit übertroffen. Der Pallastunturi liegt auf dem Gebiet der Gemeinden Enontekiö und Muonio und stellt eine der 27 „Nationallandschaften“ Finnlands dar. Bereits 1938 wurde das gesamte Gebirgsmassiv mit der Gründung des Nationalparks Pallas-Ounastunturi unter Naturschutz gestellt; 2005 wurde er mit einigen angrenzenden Naturschutzgebieten zum Nationalpark Pallas-Yllästunturi zusammengeschlossen.